# Ли Гуансюй
Ли Гуансю́й (кит. упр. 李广旭, пиньинь Lǐ Guǎngxù; род. 24 апреля 1988) — китайский кёрлингист и тренер по кёрлингу.

## Достижения
- Тихоокеанско-Азиатский чемпионат по кёрлингу среди юниоров: золото (2009).

## Команды
| Сезон                                               | Четвёртый      | Третий      | Второй     | Первый        | Запасной       | Тренер        | Турниры                        |
| --------------------------------------------------- | -------------- | ----------- | ---------- | ------------- | -------------- | ------------- | ------------------------------ |
| 2008—09                                             | Цзан Цзялян    | Цзи Яньсун  | Чэнь Луань | Ли Гуансюй    | Huang Ji Hui   | Ли Хунчэнь    | ТАЧЮ 2009 · ЧМЮ 2009 (8 место) |
| 2010—11                                             | Цзи Яньсун     | Чэнь Луань  | Ли Гуансюй | Liang Shuming |                |               |                                |
| 2010—11                                             | Чэнь Луань     | Ли Гуансюй  | Цзи Яньсун | Го Вэньли     | Ба Дэсинь      | Ли Хунчэнь    | ЧМ 2011 (9 место)              |
| 2012—13                                             | Цзоу Дэцзя     | Чэнь Луань  | Цзи Яньсун | Ли Гуансюй    |                |               |                                |
| 2014—15                                             | Zhang Ze Zhong | Feng Shuo   | Li Haoran  | Ли Гуансюй    | Zhang Zhongbao |               |                                |
| Кёрлинг среди смешанных пар (mixed doubles curling) |                |             |            |               |                |               |                                |
| 2007—08                                             | Ли Гуансюй     | Чжан Синьди |            |               |                | Zhao Zhenzhen | ЧМСП 2008 (10 место)           |

(скипы выделены полужирным шрифтом)

## Результаты как тренера национальных сборных
| Год  | Турнир                                                   | Сборная     | Место |
| ---- | -------------------------------------------------------- | ----------- | ----- |
| 2018 | Чемпионат мира по кёрлингу среди юниоров (группа Б) 2018 | юниоры жен. | 1     |
| 2018 | Чемпионат мира по кёрлингу среди юниоров 2018            | юниоры муж. | 8     |